# Салмин, Евгений Иванович
Евгений Иванович Салмин (25 декабря 1891, Ставрополь-Кавказский — 9 августа 1969, Ленинград) — российский и советский военный моряк, командир линкоров «Октябрьская Революция», «Фрунзе», «Парижская коммуна», начальник кафедры минного, трального и противолодочного оружия Специальных курсов командного состава ВМФ, контр-адмирал (1944). 

## Биография
Евгений Иванович Салмин родился 13 (25) декабря 1891 года в Ставрополе в семье подпоручика Иван Алексеевич Салмина и Анны Ивановны Салминой (Кудрявцевой). Впоследствии его отец И. А. Салмин полковник, участник Белого движения, эмигрант. Евгений окончил Ярославский кадетский корпус в 1909 году.

### В Российском императорском флоте
В 1909—1912 годах обучался в Морском кадетском корпусе. Произведен в мичманы. Участник Первой мировой войны. Был произведен в лейтенанты 6 декабря 1915 года. Окончил Минный офицерский класс в апреле 1916 года. Плавал на линейном корабле «Севастополь», крейсере «Рюрик», ротный командир новобранцев в Кронштадте, младший минный офицер 1-й бригады линкоров, старший минный офицер линейных кораблей «Полтава», «Севастополь» Балтийского флота.

### В ВМФ СССР
С 23 февраля 1918 года продолжил службу в РККФ. Участник Гражданской войны, участник Ледового похода 1918 года. Принимал участие в боях против войск генерала Н. Н. Юденича, английских интервентов и белофинов. В феврале 1918 — октябре 1918 года старший минер линкора «Севастополь» Балтийского флота. В 1918—1919 годах флагманский минёр бригады линкоров. В 1919 году закончил радиотелеграфный класс при Морской академии. В 1919—1920 годах флагманский минёр 1-й бригады линкоров. В 1920—1921 годах —флагманский минёр дивизии траления. В 1921—1923 годах флагманский минёр штаба Морских сил Балтийского моря (МСБМ). В 1925—1926 годах — командир линкора «Октябрьская Революция». В 1926—1927 годах — исполняющий должность командира дивизии линкоров Балтийского флота. В 1927—1929 годах — командир линкора «Фрунзе».
С октября 1927 года по июнь 1928 года проходил Курсы усовершенствования высшего начальствующего состава (КУВНАС) при Военно-морской академии. 
С мая 1929 года по ноябрь 1929 года — начальник штаба дивизии линкоров. Переведён на береговую службу по состоянию здоровья. 
В 1929—1930 годах — преподаватель ВМУ им. Фрунзе. 
В 1930—1932 годах — преподаватель Военно-политической академии имени В. И. Ленина. 
В 1932—1933 годах — главный минер Главного военного порта Севастополя. 
В 1933—1934 годах — командир линкора «Парижская коммуна» Черноморского флота. 
В 1934—1936 годах — главный минер ГВП (Кронштадт) БФ. В 1936—1938 годах начальник минно-торпедного отдела ГВП БФ. 
В 1936 году ему было присвоено звание капитана 1-го ранга. 
С марта 1938 по июль 1940 года увольнялся со службы.
В феврале 1938 года был арестован, осуждён трибуналом КБФ в 1939 году по статьям 58-2 и 58-11 УК РСФСР на 8 лет ИТЛ. В марте 1940 года был оправдан ВК ВС СССР.
С июля 1940 и по 1945 год — начальник кафедры минного, трального и противолодочного оружия Специальных курсов командного состава Учебного Краснознамённого отряда подводного плавания имени С. М. Кирова. 25 сентября 1944 года присвоено звание контр-адмирал. 
В 1945—1949 годах начальник кафедры Минного, трального и противолодочного оружия Специальных курсов командного состава ВМФ. 
Из аттестации 1950 года: 

…Отлично дисциплинирован. Обладает высокоразвитым чувством ответственности за порученное дело. Всесторонне образованный и грамотный офицер, в совершенстве знающий минное оружие и теоретические обснования устройства его. Автор ряда актуальных работ. Активный участник НИР… Опытный офицер-практик и педагог. Пользуется заслуженным авторитетом как специалист и командир… — Академия дополнительного профессионального образования Военно-морского флота России.
Возглавлял кафедру Минного, трального и противолодочного оружия в течение 14 лет. За это время на кафедре был воспитан коллектив квалифицированных офицеров-преподавателей. Являлся крупным специалистом в своей области. Ему принадлежит ряд учебных пособий и руководств для флота, в том числе труд «Торпедная стрельба».
Е. И. Салмин вышел в отставку в марте 1954 года. Умер 9 августа 1969 года в Ленинграде.

## Награды
Российская Империя:
- орден Святого Станислава 3 ст. с мечами и бантом (1916)

СССР:
- орден Красной Звезды (22.02.1944),
- орден Красного Знамени (03.11.1944),
- орден Ленина (21.02.1945),
- медаль «За победу над Германией в Великой Отечественной войне 1941—1945 гг.» (25.12.1945),
- орден Красного Знамени (06.11.1947)
- медали

## Семья
- жена (с 1920) — Черноусова Елизавета Фёдоровна,
- сын — Александр (1921)[4].